# 特諾河

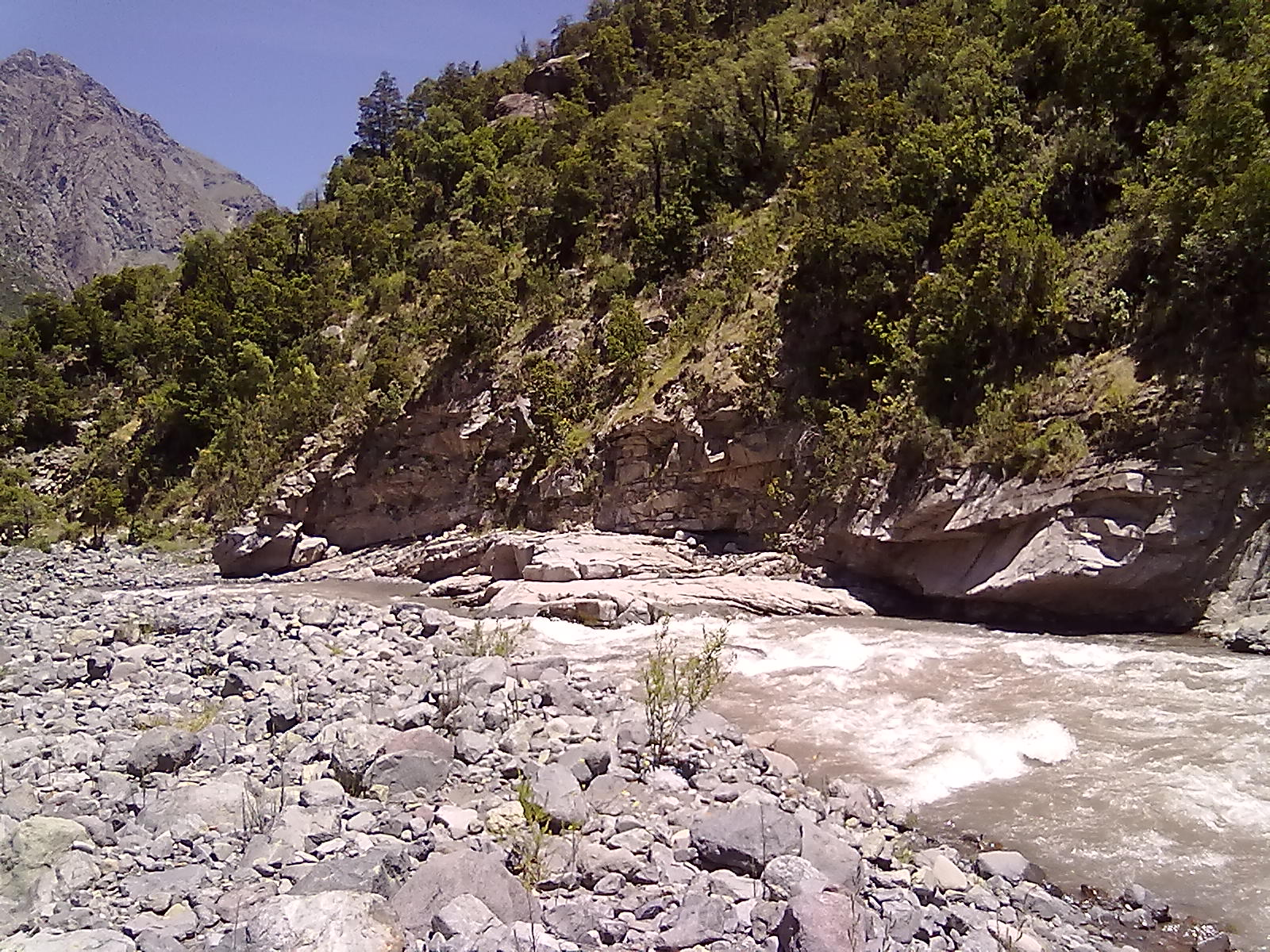
特諾河

特諾河位置（中右）

特諾河（西班牙語：Río Teno）是智利的河流，位於該國中部馬烏萊大區，流經安第斯山脈地區，河道全長102公里，流域面積1,590平方公里，最終注入馬塔基托河。